# Catoxyethira lelouma
Catoxyethira lelouma är en nattsländeart som beskrevs av Francois-Marie Gibon 1991. Catoxyethira lelouma ingår i släktet Catoxyethira och familjen smånattsländor. Inga underarter finns listade i Catalogue of Life.